# 지방도 제743호선
지방도 제743호선은 전북특별자치도 남원시 운봉읍 번암사거리에서 장수군 천천면 오봉교삼거리를 잇는 전북특별자치도의 지방도이다.
남원시 운봉읍 ~ 장수군 번암면 구간은 유치재 고개를 넘어야하기 때문에 길이 험한데 2016년 9월 2일 구 남장수 나들목을 포함한 구 88올림픽고속도로의 장수군 번암면 구간으로 이설되었다.

## 연혁
- 2006년 9월 29일 : 장수군 장계면 명덕리 ~ 계북면 농소리 2.69 km 구간 개통[1]
- 2009년 5월 29일 : 번암 ~ 지지간 도로(장수군 번암면 지지리) 6.96km 구간 확장 개통[2]
- 2013년 12월 16일 : 장수군 계북면 월현리 ~ 천천면 오봉리 2.19km 구간 개통[3]
- 2016년 9월 2일 : 장수군 변암면 대론리 ~ 유정리 5.57 km 구간을 폐지하고, 동 구간을 구 88올림픽고속도로 장수군 번암면 대론리 ~ 유정리 5.87 km 구간으로 대체[4]

## 주요 경유지
- 남원시
  - 운봉읍 번암사거리 - 신기교 - 북천리 - 신기리 - 매요교 - 매요리 - 유치재
- 장수군
  - 번암면 유치재 - 사치삼거리 - 유정리 - 번암1교 - 번암2교 - 번암3교 - 번암4교 - 요천1교 - 남장수 교차로(구 남장수 나들목) - 논실삼거리 - 대론삼거리 - 대론리 - 노단리 - 번암면사무소 - 번암정류소 - 노단삼거리 - 번암교 - 번암중학교 - 두견삼거리 - 동화댐 - 죽림리 - 동화교 - 번암초등학교 동화분교 - 상동교 - 동화리 - 지지1교 - 지지2교 - 지지3교 - 지지터널 (140m) - 지지4교 - 지지리 - 무릉고개
  - 장계면 무릉고개 - 대곡 교차로 - 대곡리 - 논개생가 - 오동저수지 - 오동리 - 오동2교 - 오동교 - 오동삼거리 - 명덕교 - 명덕삼거리 - 명덕리 - 큰수비재
  - 계북면 큰수비재 - 연동마을삼거리 - 농소1교 - 매계교 - 매계삼거리 - 산촌삼거리 - 월현1교 - 월현2교 - 월현3교 - (미개통 구간 : 월현리)
  - 천천면 (미개통 구간 : 오봉리) - 오봉교삼거리

## 중복 구간
- 장수군 번암면 논실삼거리 ~ 노단삼거리 : 국도 제19호선과 중복
- 장수군 번암면 노단삼거리 ~ 두견삼거리 : 지방도 제751호선과 중복
- 장수군 장계면 오동삼거리 ~ 명덕삼거리 : 국도 제26호선과 중복
- 장수군 계북면 매계삼거리 ~ 산촌삼거리 : 국도 제19호선과 중복

## 도로명
- 남원시 운봉읍 번암사거리 ~ 유치재 : 승전로
- 장수군 번암면 유치재 ~ 사치삼거리 : 유정로
- 장수군 번암면 사치삼거리 ~ 논실삼거리 : 도로명 없음(구 88올림픽고속도로)
- 장수군 번암면 논실삼거리 ~ 노단삼거리 : 장수로
- 장수군 번암면 노단삼거리 ~ 무릉고개 : 지지로
- 장수군 장계면 무릉고개 ~ 오동삼거리 : 의암로
- 장수군 장계면 오동삼거리 ~ 명덕삼거리 : 육십령로
- 장수군 장계면 명덕삼거리 ~ 계북면 연동마을삼거리 : 소비재로
- 장수군 계북면 연동마을삼거리 ~ 매계삼거리 : 농소로
- 장수군 계북면 매계삼거리 ~ 산촌삼거리 : 장무로
- 장수군 계북면 산촌삼거리 ~ 월현리 : 월현로
- 장수군 천천면 오봉리 ~ 오봉교삼거리 : 옥자동길